# آنا لارا
آنا لارا، مؤلّفة موسيقية مكسيكية، ولدت في 30 تشرين الأول (نوفمبر) 1959.

## حياتها
ولدت آنا لارا في مدينة مكسيكو، ودرست في المعهد الوطني للموسيقى مع ماريو لافيستا ودانيال كاتان ثم مع فريدريكو إيبارا. أكملت دراستها في أكاديمية وارسو للموسيقى. كما درست علم الموسيقى الإثنية في جامعة ميريلاند (كوليج بارك) وتخرجت بدرجة الماجستير في الآداب.
بعد أن أتمّت دراستها، عملت لارا كمؤلفة ومنتجة موسيقى. عام 1989، بدأت بإنتاج برنامج الموسيقى المعاصرة في راديو جامعة مكسيكو سيتي، وفي عام 2000، رشّحت لجائزة غرامي اللاتينية كأفضل منتج ألبوم كلاسيكي. أسّست مهرجان المكسيك الدولي للموسيقى وعملت مديرة فنية للدورات الصيفية لبويبلا إنسترومينتا فيرانو 2004. كما تدرس مواضيع الموسيقى في أمريكا اللاتينية وموسيقى القرن العشرين.

## أعمالها
من أعمالها المختارة:
- 1996 Y la marcha de la humanidad? للمسرح.[5]
- 1998 Más allá للمسرح
- 1999 Viejas Historias للمسرح
- 2000 Celebraciones للمسرح.
- 2002 Elles للمسرح.
- 1997 Requiem، لجوقة كابيلو
- 1986 Two etudes، بيانو
- 1990 Saga، قيثارة
- 1992 Pegaso، بيانو قيثاري، بيانو، أو أرغن
- 2006 Recuerdos del poeta، بيانو
- 2007 Cake walk (Caminata de pastelito)
- 1985 In Memoriam، تشيللو وفلوت
- 1992 Vitrales، فيولا، تشيللو ودبل باس
- 1992 O mar, maré, bateaux، غيتار
- 1998-1999 Darkness Visible، فلوت، كلارينيت، كمان، فيولا، تشيللو، باس، بيانو، إيقاع
- 2000 Estudios Rítmicos، آلة نقر رباعي
- 2001 Vértigos، كلارينيت، بيانو، فلوت
- 2005 Epitafios y otras muertes باريتون وبيانو
- 2005 Serenata
- 2006-2007 Sagitario, Capricornio, Acuario لمجموعة كبيرة
- 2007 Dylan y las ballenas, 8 تشيللو وراوي
- 1989 La Víspera أوركسترا
- 1990-1991 Desasosiego
- 1993-1994 Angeles de llama y hielo، أوركسترا
- 2003-2004 Dos visiones، أوركسترا
- 2006 Concerto بوق باسيت
- 2007 Cuatro habitantes/ قرع رباعي وأوركسترا
- 2008-2009 Altre Lontananze، كونسيرتو الأورغ وأوركسترا